# Quế An
Quế An is een xã in het district Quế Sơn, een van de districten in de Vietnamese provincie Quảng Nam. Quế An heeft ruim 6300 inwoners op een oppervlakte van 16,3 km².

## Geschiedenis
Quế An is in 1983 opgericht.

## Geografie en topografie
Quế An ligt in het zuiden van Quế Sơn en ligt tegen de grens met huyện Hiệp Đức. De xã's Hiệp Đức zijn Quế Thọ en Bình Lâm. De andere aangrenzende xã's in Quế Sơn zijn Quế Phong, Quế Long en Quế Minh. Verder grenst Quế An nog aan thị trấn Đông Phú, de hoofdplaats van Quế Sơn.

## Verkeer en vervoer
De belangrijkste verkeersader is de tỉnh lộ 611B. Deze weg verbindt de tỉnh lộ 611 in Đông Phú met de quốc lộ 14E in Quế Thọ.